# 铜毛马蓝
铜毛马蓝（学名：Pteracanthus aenobarbus）为爵床科马蓝属下的一个种。

## 扩展阅读
- 維基物種上的相關：铜毛马蓝